# 람보 3
《람보 3》(Rambo III)는 1988년 개봉한 미국의 액션 영화로, 람보 시리즈의 세 번째 작품이다. 소련-아프가니스탄 전쟁을 배경으로 한다.

## 줄거리
전편에서 3년 후, 존 람보는 태국에 머무르고 있다. 사원에서 먹고 일하면서, 투기장에 나가 용돈벌이를 하며 지낸다. 그런 그에게 트라우트먼 대령이 다시 찾아온다. 소련-아프가니스탄 전쟁이 한창이던 당시, CIA에서는 소련군을 격퇴하고 무자헤딘을 지원할 요원으로 찾자 트라우트먼 대령은 람보를 추천한 것이다. 그러나 이제 전쟁을 떠나 현재의 삶에 만족하던 람보는 트라우트먼의 제안을 거절한다. 그 결과 트라우트먼은 람보 없이 전쟁터로 나섰다가 부하들이 전멸하고, 소련군의 자이센 대령이 이끄는 부대에 포로로 잡혀 버린다. 이 소식을 접한 람보는 결국 대령을 구출하기 위해 임무에 지원한다.
파키스탄에서 무기상 무사 가니와 접선한 람보는 그를 통해 아프가니스탄의 호스트 마을에 도착한다. 그곳의 무자헤딘은 모두 죽음을 각오하고 소련군에 맞서고 있었다. 람보가 지도자 마수드와 트라우트먼 대령 구출 작전을 논의하던 그때 소련군의 헬기가 마을을 급습하고, 람보가 간신히 격퇴하나 많은 사람이 죽고 다친다. 무자헤딘은 국경 지대로 피난가는 한편 무사 가니와 마을 소년 하미드가 트라우트먼을 구하러 나서는 람보를 따른다.
람보 일행은 소련군 기지에 잠입한다. 약간의 피해를 주는 데 성공하나, 물량을 이기지 못하고 람보와 하미드가 부상을 입는다. 람보는 무사 가니와 하미드를 돌려 보내고, 상처를 직접 치료한 뒤 고문을 당하던 트라우트먼 대령과 만난다. 그리고 트라우트먼과 다른 포로들을 데리고 헬기를 탈취해 기지를 탈출한다. 하지만 자이센 대령의 공세에 헬기는 추락하고 만다. 람보와 트라우트먼은 동굴로 피신하고 폭발 화살로 적 헬기를 격추하는 데 성공한다. 분노한 자이센 대령이 스페츠나츠 부대를 동굴로 보내지만 람보와 트라우트먼의 협공으로 모두 사살된다.
람보와 트라우트먼은 동굴에서 나와 파키스탄 국경까지 도달한다. 그러나 자이센 대령의 대군이 그들을 막아선다. 죽기를 각오하고 맞선 그때 무자헤딘이 기마부대를 이끌고 자이센의 병력과 충돌한다. 람보는 적 탱크를 탈취하여 자이센 대령이 탄 헬기와 포격을 주고받는다. 끝내 두 기체가 맞부딪쳐 폭발하나 람보는 간신히 탈출하여 살아난다. 전투가 무자헤딘의 승리로 끝난 뒤, 람보는 작별을 고하고 트라우트먼 대령과 함께 떠난다.

## 캐스팅
- 실베스터 스탤론 - 존 람보
- 리처드 크레나 - 샘 트라우트먼 대령
- 커트우드 스미스 - 로버트 그리그스
- 마르크 드용 - 알렉세이 자이센 대령
- 새슨 가바이 - 무사 가니
- 두디 슈아 - 하미드
- 스피로스 포카스(1937 ~ 2023.11.10) - 마수드
- 랜디 레이니 - 코우로프 중사
- 마커스 길버트 - 토마스크
- 알론 아부트불 - 니셈
- 마흐무드 아사돌라히 - 라힘
- 요세프 실로아 - 칼리드
- 샤비 벤아로야 - 우리

## SBS 성우진 (2000년 3월 31일)
- 이정구 - 람보(실베스터 스탤론)
- 유강진 - 트러트 대령(리차드 크레나)
- 이완호
- 유민석
- 설영범
- 이종오
- 김창주
- 윤병화
- 이미자
- 이주원
- 전수빈